# Bicudinho-do-brejo-paulista
O bicudinho-do-brejo-paulista (Formicivora paludicola) ocorre em brejos ocupados por taboas (uma planta aquática), na região do alto Tietê e alto Paraíba do Sul, no estado de São Paulo. É parente próximo do bicudinho-do-brejo, espécie também de brejos, com ocorrência na porção leste dos estados de Paraná, Santa Catarina e Rio Grande do Sul.
Os primeiros registros da espécie só foram feitos na natureza em outubro de 2004, no município de Mogi das Cruzes. Pesquisadores registraram vocalizações incomuns para a região vindas de uma área de brejo, e foi então que ao gravar e reproduzir a gravação dessa voz que foi possível observar e registrar alguns indivíduos da espécie pela primeira vez (Buzzetti et al. 2013). Meses depois, em fevereiro de 2005, outros indivíduos de bicudinho-do-brejo-paulista foram também registrados em Biritiba-Mirim, numa área que seria posteriormente alagada pela barragem do Paraitinga. Desde então, devido ao esforço de busca pela espécie e ouvidos atentos dos observadores de aves, a espécie tem sido observada e documentada em outras localidades, porém restritas os brejos de cidades do Estado de São Paulo. 

## Nomes populares
O nome bicudinho-do-brejo-paulista foi selecionado como nome vernáculo técnico para a espécie Formicivora paludicola pelo Comitê Brasileiro de Registros Ornitológicos (CBRO) em 2021.

## Classificação
Seu nome científico é Formicivora paludicola. Pertencente à ordem Passeriformes, o bicudinho-do-brejo-paulista faz parte da família Thamnophilidae, que possui cerca de 160 espécies, como a papa-formiga e as chocas.

## Características
Como foi recém-descoberta, em 2004, por Dante Buzzetti e decorrem ainda pesquisas de campo para conhecer melhor os hábitos dessa espécie. O que se sabe até agora é que o bicudinho-do-brejo-paulista mede cerca de 11 centímetros e pesa em média nove gramas.
Esse pequenino pássaro se difere de seu parente do sul por possuir o dorso mais oliváceo, enquanto no bicudinho-do-brejo a cor é ferruginosa. Outra diferença está no tom mais negro das partes inferiores dos machos e a fêmea é toda pintada.
Possui capacidade de dispersão limitada, em média de 25 m, e grande especificidade de habitat, estando ausente de brejo que não sejam compostos por taboa (Typha domingensis), junco gigante (Schoenoplectus californicus) ou Panicum sp. É muito provável que, apesar de descoberta há tão pouco tempo, já esteja ameaçada de extinção.

## Distribuição
A espécie é endêmica do estado de São Paulo, Brasil, tendo sido encontrada até o momento nos municípios de Guararema, Mogi das Cruzes, Biritiba Mirim, Salesópolis, Santa Branca e São José dos Campos, todos na porção nordeste do estado de São Paulo.

## Habitat
O habitat do bicudinho-do-brejo-paulista está localizado em altitudes variando de 600 a 760m nas bacias hidrográficas dos altos rios Tietê e Paraíba do Sul (Buzzetti et al. 2013). As preferências de hábitat da espécie ainda são poucas, mas algumas informações sobre as características do habitat foram apresentadas na descrição original da espécie. 
Estudos posteriores para propor estratégias de conservação da espécie foram realizados na região de Guararema, Salesópolis e São José dos Campos pela SAVE Brasil e parceiros (Guaranature, Instituto Suinã, Prefeitura de Guararema, Prefeitura de São José dos Campos e Suzano S.A.)., que confirmaram as informações relatadas por outros estudos prévios. 
A área de vida da espécie, segundo o estudo de Del-Rio 2014, diz que a espécie utiliza uma área de 0,55 hectares dentro do brejo que é composto principalmente por taboa e piri, e por uma menor proporção de outras espécies (Buzzetti et al. 2013). O conhecimento de quais alterações do habitat podem causar a extinção local da espécie ainda são pouco exploradas. 

## Conservação
Assim que foi descoberto o bicudinho-do-brejo-paulista já entrou para a lista de espécies ameaçadas do Brasil CBRO como criticamente ameaçado. Acredita-se que a população global da espécie é de cerca de 250 a 300 indivíduos.   
Em outubro de 2019, foi criado em Guararema - SP a primeira Unidade de Conservação para proteger o bicudinho-do-brejo-paulista, seu habitat e outras espécies que habitam a região, tais como o sagui-da-serra-escuro (Calithrix aurita) e a águia-cinzenta (Urubitinga coronata) que também estão na lista internacional de espécies da fauna ameaçadas. O Refúgio de Vida Silvestre do Bicudinho tem 2.373 hectares e tem por objetivo proteger tanto os brejos como as matas do entorno. 
Atualmente a SAVE Brasil, em parceria e apoio de outras instituições brasileiras e internacionais, está desenvolvendo as seguintes atividades com foco na conservação do bicudinho-do-brejo-paulista:
- Monitorar as populações de bicudinho-do-brejo-paulista em Guararema, Salesópolis e São José dos Campos
- Engajar a comunidade local de Guararema, Salesópolis e São José dos Campos na conservação da espécie;
- Criação de unidades de conservação municipais (Guararema: concluído, Salesópolis e SJC: em processo
- Apoiar a implementação do RVS Bicudinho-do-brejo-paulista em Guararema
- Criação de uma unidade de conservação municipal.[8]